# Aleksiej Spiridonow
Aleksiej Siergiejewicz Spiridonow (ros. Алексей Сергеевич Спиридонов; ur. 20 listopada 1951 w Leningradzie, zm. 9 kwietnia 1998 tamże) – lekkoatleta specjalizujący się w rzucie młotem, który startował w barwach Związku Radzieckiego.
11 września 1974 roku w Monachium ustanowił rekord świata rzutem na odległość 76,66 m. W roku 1976 startował w igrzyskach olimpijskich w Montrealu, gdzie zdobył srebrny medal. Złoty medalista mistrzostw Europy (1974) oraz uniwersjady (1975). Rekord życiowy: 78,62 (22 maja 1976, Kijów).

## Osiągnięcia
| Rok  | Impreza                     | Miejsce  | Lokata     | Wynik |
| ---- | --------------------------- | -------- | ---------- | ----- |
| 1970 | Mistrzostwa Europy juniorów | Paryż    | 2. miejsce | 64,88 |
| 1973 | Uniwersjada                 | Moskwa   | 2. miejsce | 71,82 |
| 1974 | Mistrzostwa Europy          | Rzym     | 1. miejsce | 74,20 |
| 1975 | Uniwersjada                 | Rzym     | 1. miejsce | 73,82 |
| 1976 | Igrzyska olimpijskie        | Montreal | 2. miejsce | 76,08 |